# Jérémy Cabot
Jérémy Cabot (Troyes, Aube, 24 de juliol de 1991) és un ciclista francès, professional des del 2017, actualment a l'equip Roubaix Lille Métropole.

## Palmarès
- 2013
  - Vencedor d'una etapa al Tour de Mareuil-Verteillac-Ribérac
- 2015
  - 1r al Tour de la Manche
- 2016
  - 1r al Circuit des Mines
  - 1r al Tour de Côte-d'Or
  - Vencedor de 2 etapes al Tour de la Manche
  - Vencedor d'una etapa al Tour d'Auvergne
- 2018
  - 1r a la Nocturne de Bar-sur-Aube
- 2019
  - Vencedor d'una etapa als Boucles de l'Alt Var
  - 1r al Circuit de les communes de la vall de Bédat
  - 1r a la París-Troyes

### Resultats al Tour de França
- 2021. 132è de la classificació general